# Halil Kaya
Halil Kaya (né en 1920) est un lutteur turc spécialiste de la lutte gréco-romaine. Il participe aux Jeux olympiques d'été de 1948 en combattant dans la catégorie des poids coqs et remporte la médaille de bronze.

## Palmarès

### Jeux olympiques
- Jeux olympiques de 1948 à Londres,  Royaume-Uni
  -  Médaille de bronze.